# How The Other Half Loves
How The Other Half Loves (traducido al español como Amor a medias y Como ama la otra mitad) es una obra de teatro en dos actos del dramaturgo británico Alan Ayckbourn, estrenada en 1969.

## Argumento
La obra se centra en las peripecias y confusiones generadas a causa del idilio que mantienen Bob Philips y Fiona Foster, ambos casados respectivamente con Teresa y Frank, teniendo en cuenta que este último es el jefe del adúltero. Para cubrir sus mentiras antes sus respectivos cónyuges, Bob y Fiona utilizan de coartada a una tercera pareja, formada por William y Mary Featherstone.

## Representaciones destacadas
Estrenada en el Library Theatre de la ciudad inglesa de Scarborough el 31 de julio de 1969. Interpretado por Jeremy Franklin, Stephanie Turner, Elisabeth Sladen, Colin Edwynn, Brian Miller y Elizabeth Ashton.
El 5 de agosto de 1970 se estrenó en el Lyric Theatre del West End de Londres, dirigida por Robin Midgley con interpretación de Robert Morley (Frank Foster), Heather Sears (Teresa Phillips), Joan Tetzel (Fiona Foster), Donald Burton (Bob Phillips), Brian Miller (William Featherstone) y Elizabeth Ashton (Mary Featherstone).
También se ha representado en Broadway, concretamente en el Royale Theatre, en 1971 en una producción que dirigió Gene Saks y que contó con las actuaciones de Phil Silvers, Bernice Massi, Richard Mulligan, Sandy Dennis, Tom Aldredge y Jeanne Hepple.
En España se estrenó el 23 de septiembre de 1971 en el Teatro Reina Victoria de Madrid, titulada Cómo ama la otra mitad, dirigida por Jaime Azpilicueta e interpretada por Conchita Montes, María Luisa Merlo, Mari Carmen Yepes, José Sazatornil, José Vivó y Sancho Gracia.
Volvió a montarse 18 años más tarde en el Teatro Arlequín de Madrid a partir del 18 de diciembre de 1999, bajo el título de Amor a medias, con dirección de Ricard Reguant e interpretación de Pedro Valentín (Frank), Loreto Valverde (Fiona), Paco Morales (Bob), Rocío Muñoz, Valentín Paredes (William) y Malena Gracia.
En Londres se ha vuelto a representar en 1976, 1988 y 2016 (con Nicholas le Provost, Tamzin Outhwaite, Jason Merrells y Gillian Wright.